# 勒什卡鄉 (蘇恰瓦縣)

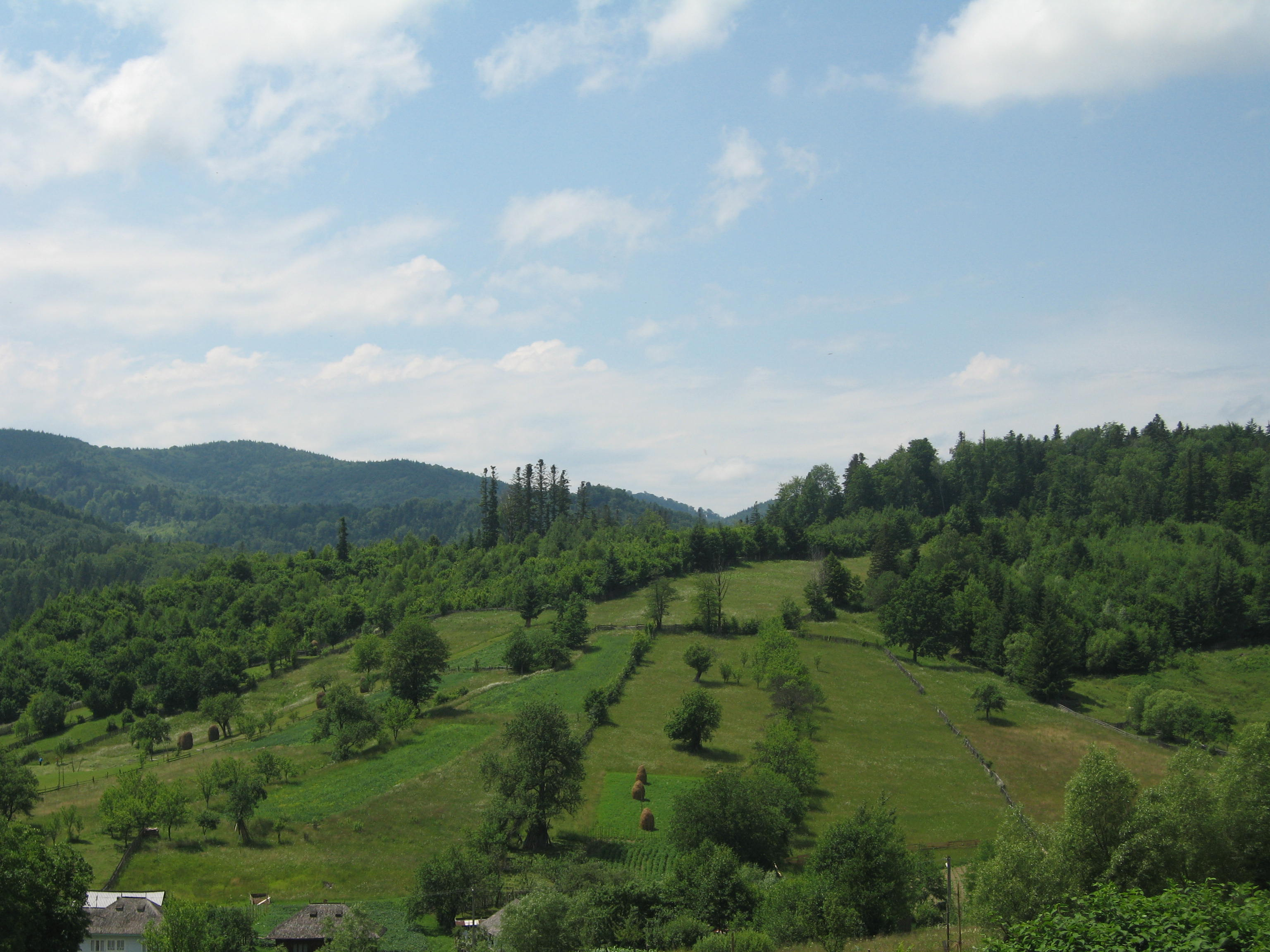

47°22′N 26°14′E / 47.367°N 26.233°E
勒什卡鄉（羅馬尼亞語：Comuna Râșca, Suceava），是羅馬尼亞的鄉份，位於該國東北部，由蘇恰瓦縣負責管轄，面積207平方公里，海拔高度403米，2002年人口5,202，人口密度每平方公里25人。